# Панас Мирний
Пана́с Ми́рний (Пана́с Я́кович Ру́дченко; 1 (13) травня 1849, Миргород, Полтавська губернія, Російська імперія — 28 січня 1920, Полтава) — український прозаїк і драматург реалістичного напрямку, громадський діяч.

## Життєпис

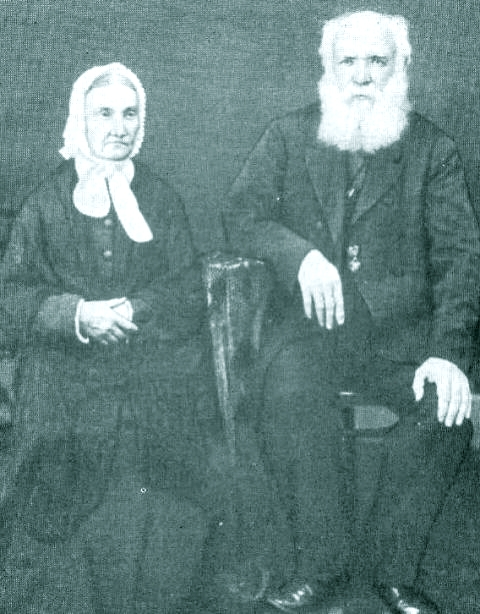
Батьки Панаса Мирного, Тетяна Іванівна та Яків Григорович Рудченки

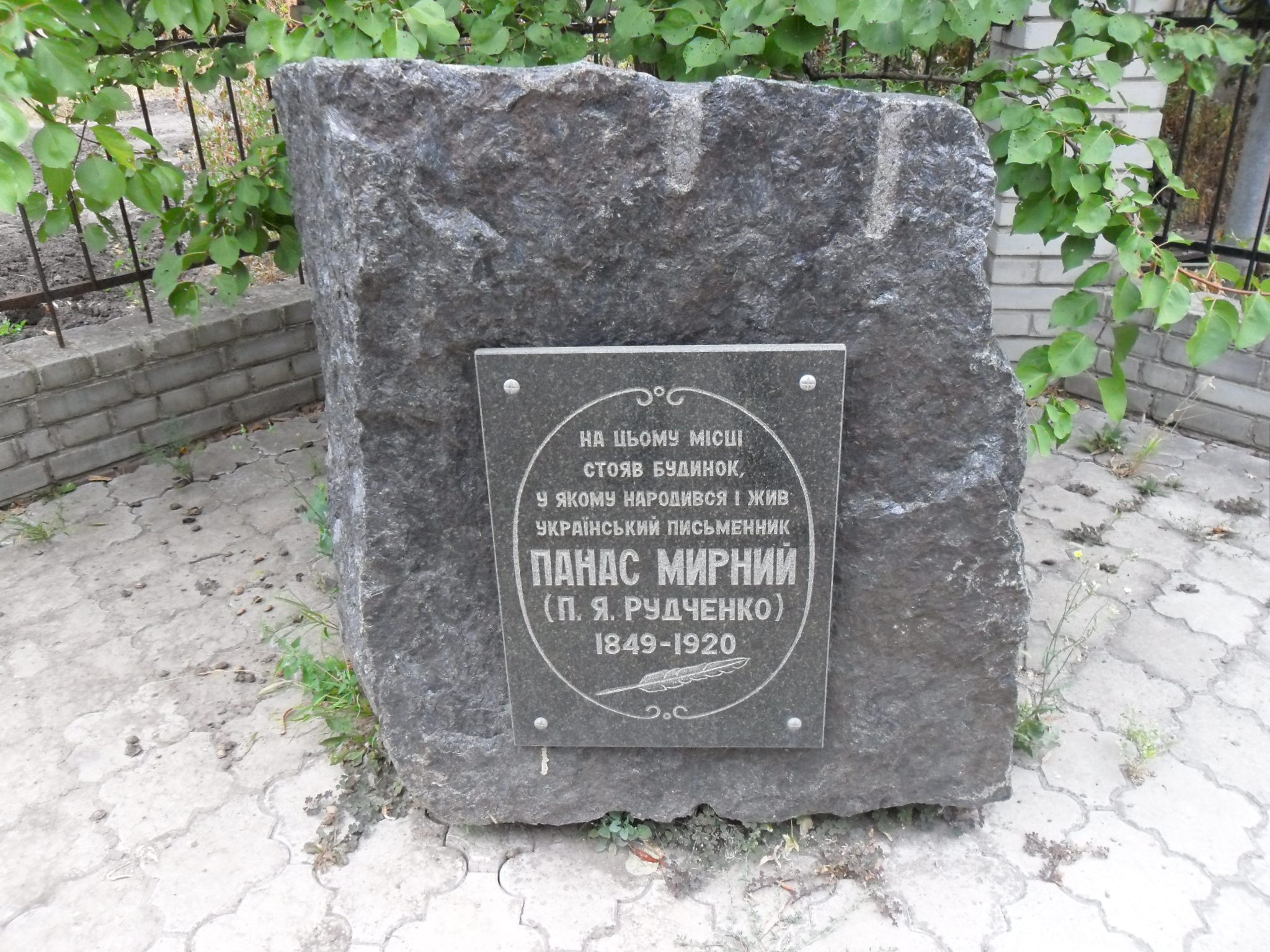
Пам'ятний знак на місці, де народився і жив Панас Мирний

### Дитинство
Панас Якович Рудченко народився 13 травня 1849 року у родині бухгалтера повітового казначейства в місті Миргороді на Полтавщині. Його батько походив з родини простого козака, який брав участь у війні з Наполеоном 1812 року, зумів дослужитися до чину прапорщика, а повернувшись на Полтавщину, придбав невеликий маєток у селі Білики Миргородського повіту. Мати, Тетяна Іванівна Гординська, — донька місцевого колезького реєстратора. Свій рід вона виводила від захожого грека, який брав участь у Семирічній війні (1756—1763). За словами самого Панаса Мирного, цей чоловік, «що й прозвавсь Грековим, мав штабс-капітанського чина і за свою службу був нагороджений землею і кріпаками».
Панас був третьою дитиною в сім'ї. Як згадувала ровесниця Панаса Мирного Олена Пчілка: «Обставини хатнього життя в сім'ї Рудченків, як і в нашій, були суто українські. Я не пригадую, щоб мати Панасова, Тетяна Іванівна, говорила до дітей інакше, як по-українському, не через яку-небудь ідейну тенденцію, а просто через те, що і в панських повітових сім'ях, не дуже багатих, жилося простенько, можна сказати, серед народної течії української. Отже, діти виростали в близькім товаристві слуг, на лоні простого українського життя. Тим-то українське слово, українська пісня, українські звичаї оточали й П. Рудченка змалку. Часто заходили і в їх господу кобзарі, лірники; вони грали дітям „Чечітку“, „Щиглика“, а всім — пісень поважніших».
Малий Панас відзначався тихою, миролюбною і замкнутою вдачею. Його старша сестра Олександра згадувала, що він любив самотність, був «дуже мирний, колотнечі не терпів: одразу ж тікав геть». Таким самим запам'ятала його й Олена Пчілка вже на ту пору, як їхні родини мешкали в Гадячі: «Малий Панас… пригадується мені яко хлопчик дуже тихої, лагідної вдачі; в дитячому товаристві… держався більше осторонь; сяде, було, собі над горою і дивиться на той широкий краєвид, що одкривався йому з гори».

### Навчання і становлення
Після кількох років навчання в Миргородському парафіяльному, а потім у Гадяцькому повітовому училищі (1858—1862) чотирнадцятилітній хлопець йде на роботу. Чиновницька служба Рудченка почалася 1863 року в Гадяцькому повітовому суді. Наступного року він переходить у повітове казначейство помічником бухгалтера, а згодом, після короткочасного перебування у Прилуках, займає цю ж посаду в Миргородському казначействі. Так минули перші вісім років служби в невеликих містах Полтавщини.
На цей час припадають його перші спроби літературної творчості та фольклористичної діяльності. Рудченко почав займатися літературою за вікопомного часу «великих реформ» у Російській імперії, тієї нетривалої «весни» початку 1860-х років, позначеної не лише ліквідацією кріпосного рабства, але й лібералізацією життя загалом. На українському ґрунті ця лібералізація мала яскравий національний колорит, особливо характерний для «громадівського» руху.
Григорій Коваленко наголошував на тому, що Мирного «виховали роки шестидесяті, але не безпосереднє (бо тоді ще Панас був малий), а при допомозі старшого брата Івана». Справді-бо, талановитий і енергійний Іван Рудченко — товариш Михайла Драгоманова відтоді, як сім'я переїхала до Гадяча, де мешкали й Драгоманови, чоловік, близький до провідних діячів полтавської та київської «громад» — був щиро захоплений ідеями «шістдесятників».
Частину зібраних Панасом фольклорних матеріалів згодом опублікував його брат Іван Білик у збірниках «Народные южнорусские сказки» (1869, 1870) та «Чумацкие народные песни» (1874).
З 1871 року Панас Рудченко жив і працював у Полтаві, займаючи різні посади в місцевій казенній палаті. Його зовсім не приваблювала чиновницька кар'єра (хоч сумлінне, ретельне виконання службових обов'язків і дозволило досягти високого чину дійсного статського радника). Панас починає пробувати свої сили в літературі. Прикладом для нього був старший брат Іван, що вже з початку 1860-х публікував свої фольклорні матеріали в «Полтавских губернских ведомостях», друкувався в «Основі», а пізніше видав окремі збірники казок і пісень, перекладав оповідання Тургенєва, виступав у львівському журналі «Правда» з критичними статтями.

### Літературна праця
Літературна праця стає справжньою втіхою і відрадою П. Рудченка. Уриваючи час від відпочинку, просиджуючи вечори за письмовим столом, він з натхненням віддається улюбленим заняттям. Перші його твори (вірш «Україні» та оповідання «Лихий попутав»), підписані прибраним ім'ям Панас Мирний, з'явилися за кордоном, у львівському журналі «Правда» 1872 року. Попри те, що у 1870–1880-х письменник продовжує інтенсивно працювати, його твори, в зв'язку з цензурними переслідуваннями українського слова в Російській імперії, друкувались переважно за кордоном і в Наддніпрянській Україні, тому були майже невідомі широким колам читачів.

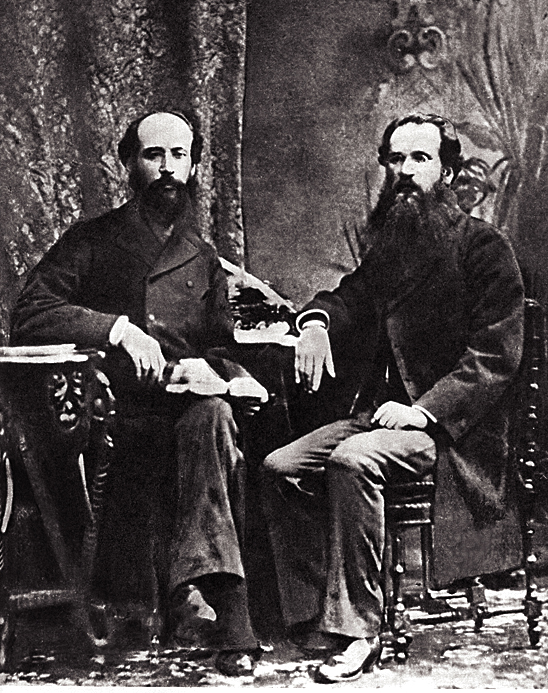
Панас Мирний (ліворуч) та Іван Білик (1881)

Так, 1874 року в журналі «Правда» побачили світ нарис «Подоріжжя од Полтави до Гадячого» та оповідання «П'яниця», а 1877 року в Женеві з'являється повість «Лихі люди». Ще 1875 року в співавторстві з братом Іваном Біликом письменник закінчив роботу над романом «Хіба ревуть воли, як ясла повні?» і подав його до цензури, але у зв'язку з так званим Емським указом 1876 року в Росії цей твір не опублікували, він теж уперше з'являється у Женеві 1880 року.
Тільки в середині 1880-х твори Панаса Мирного починають друкуватися на Наддніпрянщині: на сторінках альманаху «Рада», який видавав Михайло Старицький у 1883—1884, публікують перші дві частини роману «Повія» та два оповідання з циклу «Як ведеться, так і живеться». 1886 року в Києві виходять збірник творів письменника «Збираниця з рідного поля» та комедія «Перемудрив». Одночасно Мирний продовжує виступати і в західноукраїнських збірниках та журналах, де друкуються його твори «Лови», «Казка про Правду та Кривду», «Лимерівна», переспів «Дума про військо Ігореве».
Літературні інтереси Панаса Мирного тісно поєднувалися з його громадською діяльністю. Ще за молодих років він був пов'язаний з революційним визвольним рухом, з 1875 року брав участь у нелегальній роботі революційного гуртка «Унія», який був утворений у Полтаві; під час обшуку в нього знайшли заборонені політичні видання.
Підтримував Панас Мирний тісні зв'язки з багатьма діячами української культури — Лисенком, Старицьким, Карпенком-Карим, Кропивницьким, Коцюбинським, Лесею Українкою, Заньковецькою, Білиловським, Жарком. Як член комісії міської думи він бере активну участь у спорудженні пам'ятника Іванові Котляревському в Полтаві.
Особливо посилюється громадська діяльність Панаса Мирного напередодні і в період першої російської революції. Він виступає з відозвами, в яких закликає до боротьби за свободу й рівноправність жінок. Співпрацює з журналом «Рідний край», який 1905 року почав видаватися в Полтаві. У ряді своїх творів («До сучасної музи», «Сон», «До братів-засланців») відгукується на революційні події.
Коли 1914 року було заборонено вшанування пам'яті Шевченка, письменник у відозві, написаній з цього приводу, висловлює глибокий протест і обурення діями російської влади. Не дивно, що 1915 року поліція розшукує «політично підозрілу особу» Панаса Мирного.
Через те, що письменник, не бажаючи ускладнювати свої службові стосунки, весь час конспірувався, його особа для широких кіл читачів та й для офіційних властей була таємницею. Та річ ще й у тому, що Панас Мирний, як людина виняткової скромності, вважав, що треба дбати не за популярність своєї особи, а за працю на користь народові.
Вже після зайняття Полтави радянськими військами Панас Мирний, незважаючи на свій похилий вік, був змушений працювати у Полтавському губфінвідділі. Серед причин — тогочасна фінансова й економічна нестабільність та потреба утримувати родину.
Помер Панас Мирний 28 січня 1920 року. Похований у Полтаві.

### Псевдонім та розкриття імені
До кінця життя Рудченко не бажав розкривати таємницю власного імені, так само не афішував свого приватного життя. Сергій Єфремов зазначав, що Панас Мирний залишався «напівміфічною істотою, не розгаданою й не оціненою до ладу, хоча б навіть у загальних рисах, навіть на ім'я ширшій громаді незнаною». Деякі його твори видали навіть без зазначення імені автора — наприклад, повість «Лихі люди», опубліковану Михайлом Драгомановим у Женеві 1877 року.
Леонід Ушкалов припускає, що тільки двічі він порушував це тверде правило. Уперше — коли у квітні 1892 року після закінчення вистави «Лимерівна» на прохання публіки вийшов на сцену. Вдруге псевдонім «Панас Мирний» було розкрито наприкінці 1913 року в київському тижневику «Спутник чиновника», де з'явилася коротка інформація «Юбилей А. Я. Рудченко», та в схожому повідомленні, надрукованому на шпальтах газети «Полтавский голос» від 29 жовтня цього ж таки року. Але навіть після цього Панас Мирний залишався «напівмітичною істотою».
Зокрема завдяки такій конспірації, у листопаді 1915 року губернське жандармське управління, розшукуючи діячів українського національного руху, не змогло вирахувати особи Рудченка. Вони вважали, що той живе в Полтаві на нелегальному становищі, тоді як справжній Панас Рудченко був одним з найповажніших чиновників на всю губернію: статський радник (цивільний генеральський чин), кавалер п'яти орденів, начальник першого відділу Полтавської казенної палати.
Панас Мирний став відомий широкому загалові вже після смерті.

### Реакція на відхід брата від українського руху
З розвитком чиновницької кар'єри і переведенням у 1885 році до Петербурга Іван Рудченко зрікся ідеалів юності, зокрема й українофільства.
Незадовго до смерті, у лютому 1905 року, під враженням від початку Першої російської революції, він писав Панасові Мирному: «Теперішній напівбезумний лібералізм, якщо його не загнуздає Земський Собор, може довести Росію до пугачовщини й коліївщини… Не знаю — кому від цього краще буде. А мені — помирати пора… Повернення в дотатарські часи навряд чи приємне Богу й корисне для цивілізації, на якій би мові вона не відбувалася. Пам'ятайте про це!».
На українську літературу він тепер дивився з неабияким скепсисом. У цьому ж таки листі він напише: «Я, на жаль, і раніше, і тепер не вірив і не вірю у всебічний розвиток малоруської літератури: її межі та значення — для „хатнього вжитку“…».
Є підстави припускати, що Панас Мирний із ним полемізував. Приблизно у 1905—1906 роках він писав: і досі є «чимало своїх-таки мудраків, що, забувши, якого вони роду і плоду, негують своєю рідною мовою, пророкуючи їй короткий вік, доки прості люди просвітяться наукою і одкинуть тоді свою мову як нікчемну…».

## Сім'я
Дружина Олександра Михайлівна Шейдеман (одружилися 1889 року) була молодшою за чоловіка на 14 років.
Старший син Віктор закінчив юрфак Московського університету. Загинув 1915 року в боях під Рівним.
Середній син Михайло навчався у Варшавському політехнікумі, згодом перевівся до Катеринославського політехнічного інституту. Під час Громадянської війни служив спочатку у Добровольчій, а згодом у Червоній армії. Пізніше був директором музею Панаса Мирного в Полтаві (1940—1961, з перервою в роки війни). Його син Юрій загинув під час бойових дій на Кавказі 1942 року.
Молодший син Леонід закінчив гімназію, загинув під час радянсько-української війни.

## Вшанування пам'яті

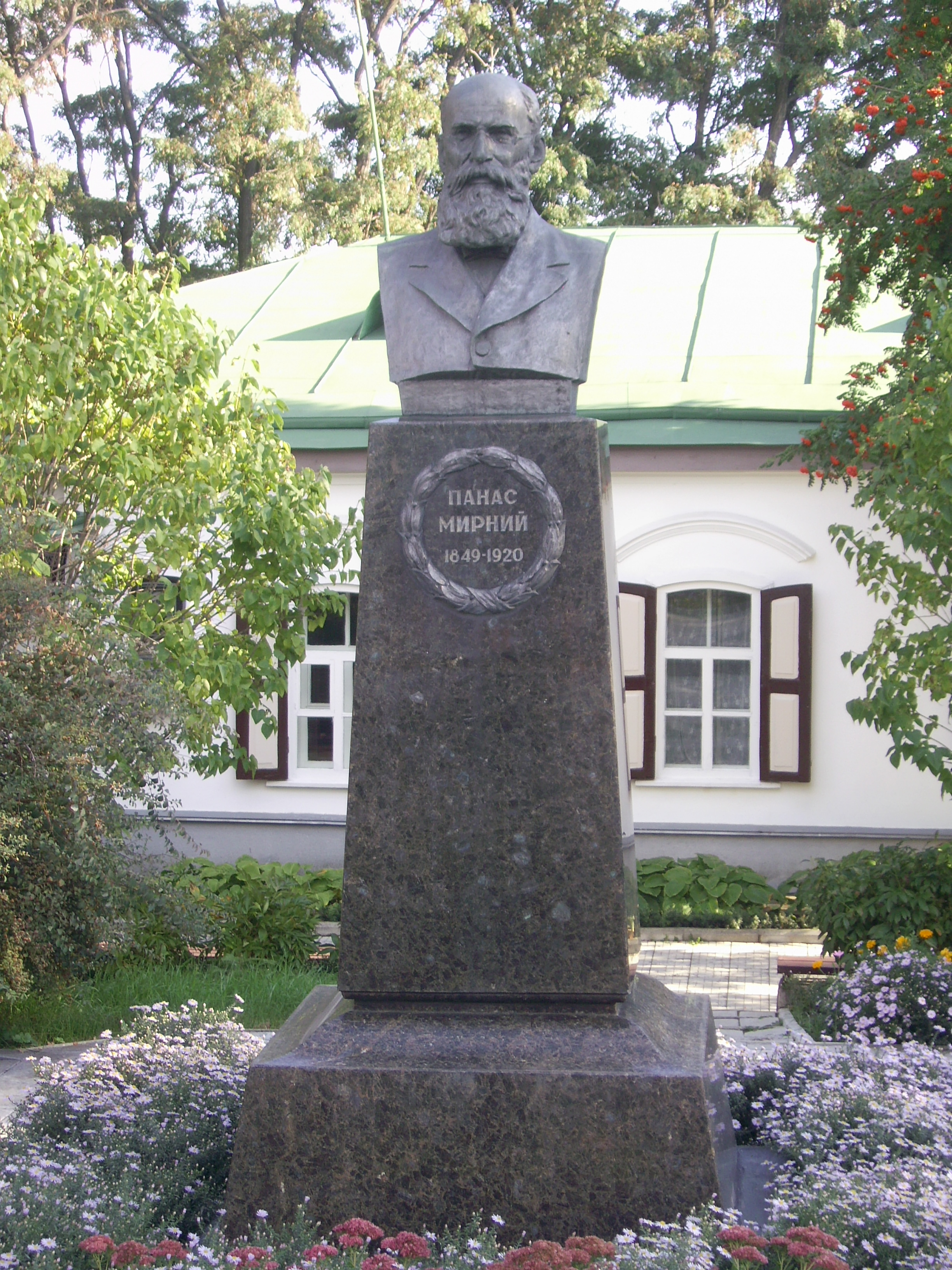
Бюст біля меморіального музею у Полтаві.

1925 року в Полтаві 3-ю Кобищанську вулицю перейменовано на вулицю Панаса Мирного. Згідно з постановою уряду Української РСР в будинку, де з 1903 року жив письменник, 1940 року утворено літературно-меморіальний музей. 1985 року садибу-музей взято під охорону держави як пам'ятку архітектури місцевого значення. А через кілька років у новому приміщенні відкрито літературну експозицію. Садиба відновлена майже такою, якою була за життя письменника. У центрі подвір'я стоїть дерев'яний будинок, поруч альтанка, навколо сад, де збереглися дерева, посаджені письменником, за садом — ставок.
1951 року в Полтаві було відкрито пам'ятник письменникові.
У 1999 році на його честь було викарбувано пам'ятну монету.
7 квітня 1999 року, з нагоди 150-ї річниці від дня народження письменника, Полтавською обласною радою засновано щорічну обласну премію імені Панаса Мирного — за пропозицією Полтавського літературно-меморіального музею Панаса Мирного. Премія присуджується за кращі здобутки, які утверджують гуманістичні й національні ідеали, ідеї незалежності України, духовні цінності українського народу та є вагомим внеском у національно-культурне відродження Української держави у таких номінаціях:
- література, літературознавство;
- мистецтво;
- народна творчість, народні ремесла;
- журналістика, публіцистика;
- благодійна та громадська діяльність (без вручення грошової винагороди).

Премію вручають щорічно 13 травня, у день народження Панаса Мирного.
У Краматорську існує Бібліотека імені Панаса Мирного. Також бібліотека імені Панаса Мирного існує у Києві.

## Творчість

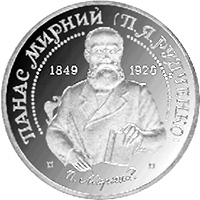
Ювілейна монета НБУ «Панас Мирний» номіналом 2 гривні. Реверс

Панас Мирний був одним з найбільш плідних українських письменників свого часу, написавши 718 оригінальних та перекладних поезій, 9 драм, 69 великих та малих прозових творів, 40 прозових уривків без назв — усього понад тисячу творів. Однак левова частка його доробку залишилася в рукописах, що давало підставу стверджувати, нібито за чотири десятиліття своєї літературної праці він написав не так уже й багато.

### Твори
- оповідання «Лихий попутав», автобіографічне оповідання «Ганнуся», цикл оповідань «Як ведеться, так і живеться», «Пасічник», «Яків Бородай», «Замчище», «Визвол», «Морозенко»
- повісті «П'яниця», «Лихі люди», «Лихо давнє й сьогочасне», «Голодна воля», «За водою»
- романи «Хіба ревуть воли, як ясла повні?», «Повія»
- новела «Лови»
- п'єси «Лимерівна», «У черницях», «Перемудрив», «Згуба», «Спокуса», «Не вгашай духу!».

### Тематика
Мирний порушував старозаповітну тему страху перед Божою карою. Чому людина так часто зазнає катастроф на бурхливому житейському морі? — думає герой оповідання «Народолюбець». Відповідь: тому що піддається ідеальним поривам, не тримається міри, «золотої середини». "Не здерже чоловік свого замаху, не вкоротча заміру — і полетів сторч головою! Ні, історія не йде шкереберть, вона не робить перескоків — вона плазує тихо, помалу, як мала дитина, але рівним шляхом і рівною ходою. Коли б мене спитали, який шлях вибрати чоловікові, котрий от, приміром, як я, оснастив, осмолив свій корабель і хоче спускати на море, я б йому спершу всього заспівав би слова колядки: «Ой не їдь, синку, поперед війська, / Не зоставайся позаду війська, / Держись війська середнього…». Поняття «золотої мірноти» віддзеркалюють «еволюціонізм» як принцип життя і окремої людини, і всього суспільства. Це — повна підлеглість людини обставинам, законам життя, його «розумові», яка робить її невразливою. І навпаки, підлеглість ідеальним поривам, «дурному серцю» — запорука життєвих поразок і катастроф. Однак на практиці «золота мірнота» часто означала те, що передають українські приказки: «Покірне телятко дві матки ссе» або «Тихше їдь, дальше будеш». В оповіданні «П'яниця» батько, дуже схожий на Якова Григоровича Рудченка, виряджаючи сина на службу, каже: «Знай, сину…, покірне телятко дві матки ссе! Не дивися ти на других, що дуже бришкають угору… Такі завжди тратять своє. Тихше, кажуть, іди, далі будеш. Так і тута». Леонід Ушкалов вважав, що принцип «золотої середини» був утілений у житті Панаса Рудченка як чиновника, що зробив блискучу кар'єру.
Однак для письменника Панаса Мирного був прийнятним протилежний шлях. Ті герої Мирного, що їх можна трактувати як його alter ego, і своїми роздумами, і своїми вчинками є бунтарями. Сергій Єфремов мав усі підстави стверджувати, що Мирний найбільше дорожив «правом на бунт, можливістю стати проти свого „державця“… Сили були занадто нерівні — він це знав, кінець бунту наперед визначено, загибіль забезпечено, — але спокушала принадно вже сама можливість сказати в вічі авторитетові, чого він вартий, зректися послуху й самому спробувати по-своєму і незалежно впорядкувати своє життя». Про це красномовно свідчить і поезія Мирного, і роман «Хіба ревуть воли…», і драма «Лимерівна» та, мабуть, найбільше — містерія «Спокуса», де письменник пробує трактувати бунт як прояв людської екзистенції.

Ушкалов вважає, що в апокрифічному сюжеті про гріхопадіння Мирний розробляє ту саму проблематику, що знайде перегодом свій класичний вираз в «абсурдній людині» Альбера Камю, найвиразніше втіленій французьким екзистенціалістом у сюжеті старогрецького міфа про Сізіфа.

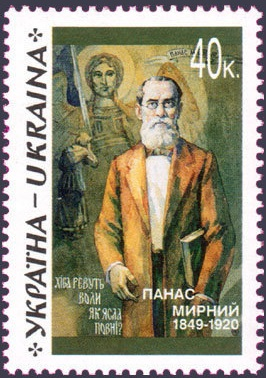
Поштова Марка «Панас Мирний»

### Екранізації
- за п'єсою В. Лапокниш поставив кінокартину «Лимерівна» (1954);
- за однойменним романом письменника І. Кавалерідзе створив фільм «Повія» (1961).

### Театральні постановки
- Театр на Подолі: «Хіба ревуть воли, як ясла повні?» (2019), автор — Віталій Жежера, режисер-постановник та художник-постановник — Віталій Малахов.
- Національний академічний драматичний театр ім. І. Франка: «Лимерівна» (1968); «Лимерівна» (2019), режисер-постановник — Іван Уривський.